# Xuân Thanh
Xuân Thanh là một phường cũ thuộc thành phố Long Khánh, tỉnh Đồng Nai, Việt Nam.

## Địa lý
Phường Xuân Thanh có diện tích 1,39 km², dân số năm 2022 là 11.575 người, mật độ dân số đạt 8.327 người/km².

## Hành chính
Phường Xuân Thanh được chia thành 4 khu phố: 1, 2, 3, 4.

## Lịch sử
Ngày 28 tháng 9 năm 2024, Ủy ban Thường vụ Quốc hội ban hành Nghị quyết số 1194/NQ-UBTVQH15 về việc sắp xếp đơn vị hành chính cấp xã của tỉnh Đồng Nai giai đoạn 2023 – 2025 (nghị quyết có hiệu lực từ ngày 1 tháng 11 năm 2024). Theo đó, sáp nhập toàn bộ 1,39 km² diện tích tự nhiên và quy mô dân số là 11.575 người của phường Xuân Thanh vào phường Xuân An.